# Museo de Arte de la Universidad Nacional de Colombia
El Museo de Arte de la Universidad Nacional de Colombia es un museo universitario dedicado al arte contemporáneo. Sus salas de exhibición se ubican en la ciudad universitaria en Bogotá, Colombia. Realiza producciones integradas desde el video-arte, el performance, las artes escénicas, la música contemporánea, las esculturas sonoras y la electroacústica, utilizando para ello indistintamente sus escenarios: el Auditorio León de Greiff y el Museo de Arte.

## Historia
En 1965, el rector de la Universidad Nacional de Colombia, José Félix Patiño, acordó con Marta Traba, directora del entonces recién creado Museo de Arte Moderno de Bogotá, ceder un espacio dentro de la ciudad universitaria para desarrollar sus actividades. Se le asignó un edificio cercano a la Avenida El Dorado que estaba destinado a residencias para profesores y que actualmente es la sede del Departamento de Filosofía. En 1969, Traba renunció a la dirección del Museo y se nombró a Gloria Zea como nueva directora, quien sacó al Museo de los predios de la Universidad con el objetivo de construir una nueva sede en el centro de Bogotá, luego de un conflicto entre las directivas del Museo y las directivas de la Escuela de Bellas Artes y de la Universidad Nacional quienes insistían en que el Museo había perdido todo vínculo con la Escuela de Bellas Artes. 
En la década del setenta se refunda el Museo de Arte al interior mismo de la Universidad, donde se encuentra actualmente. Se diferencia del Museo de Arte Moderno de Bogotá dirigido desde entonces por Gloria Zea, mediante el acuerdo número 68 del 26 de agosto de 1970 que especifica su misión: “auspiciar, promover y divulgar las artes visuales”. 
Inició labores en febrero de 1971 en el edificio diseñado por los arquitectos Ignacio Gómez y Gonzalo Vidal en donde hoy funciona el Departamento de Filosofía. A partir de 1973, el Museo queda adscrito para efectos de su administración y de su dirección de programación y política cultural a la Dirección Nacional de Divulgación Cultural y se trasladó a su sede actual (cerca de la entrada de la carrera 30 con calle 45), diseñada por los arquitectos Alberto Estrada y Elsa Mahecha, donde forma parte del complejo cultural universitario, de acuerdo con el plan urbanístico del campus universitario diseñado por el arquitecto Leopoldo Rother en 1937, el cual está conformado por el Auditorio León de Greiff, el Conservatorio de Música, y la Facultad de Artes de la Universidad Nacional de Colombia. Su primer director fue el profesor e historiador Germán Rubiano y desde entonces ha sido dirigido entre otros por el maestro Carlos Granada, la maestra María Elvira Iriarte, la historiadora Marta Fajardo de Rueda, la maestra María Elena Bernal, la maestra María Victoria de Robayo, el historiador y crítico de arte José Hernán Aguilar, la historiadora María del Pilar López, la maestra Mariana Varela, la maestra Marta Combariza, el historiador William López, el historiador y curador Santiago Rueda Fajardo y el teórico y crítico de arte Ricardo Arcos-Palma. Posteriormente, la coordinación del Museo quedó a cargo de la Asesora Louise Poncet y en la actualidad, dicha función la desempeña la restauradora Olga Inés Foronda Ferrada con el propósito de trabajar en la conservación de las colecciones del Museo entre otros aspectos que lo proyectan hacia el futuro bajo la dirección de María Belén Sáez de Ibarra, Directora Nacional de Divulgación Cultural de la Universidad Nacional de Colombia desde el 2007.

## Articulación museística
Desarrolla un amplio programa académico y pedagógico en alianza con las facultades de la Universidad Nacional de Colombia y con la comunidad académica de Colombia y del exterior, así como con otras entidades del sector cultural, tanto públicas como privadas, a través del Programa de Crítica Cultural de la DNDC y desde la Escuela de Guías junto con el Laboratorio Cano y la Maestría Interdisciplinaria en Teatro y Artes Vivas, proyectos pedagógicos que, conjugados con el propósito del Museo de Arte, generan un espacio para reflexionar sobre la obra de arte en la contemporaneidad en participación con los estudiantes adscritos a la Escuela de Artes Plásticas y Visuales de la Universidad Nacional de Colombia.

## Programación
Los procesos de la curaduría de arte contemporáneo se abordan desde un análisis de discusiones académicas que subyacen a las transformaciones del arte en sus actuales contextos teóricos, especialmente aquellos que provienen de los estudios culturales, la crítica cultural y los estudios visuales; todos campos de estudio en emergencia y que vienen estrechamente relacionados con nociones que suprimen los límites de una concepción disciplinar del arte y se insertan junto con las ciencias humanas y sociales y las mismas otrora diferenciadas disciplinas dentro del arte en lo que se constituyen como la cultura-mundo.
Este proceso es articulado con los Programas de la DNDC, en particular, el Programa de Crítica Cultural en el que se desarrollan distintas conferencias sobre globalización y arte contemporáneo, así como encuentros de Estudios Visuales en donde se abordan algunos de los problemas centrales que esta curaduría aborda, como son los de la noción de interculturalidad, glocalidad, subjetividades contemporáneas, historia, etnografía, tiempo contemporáneo, y el estudio de la imagen, incluida la imagen electrónica.

## Escuela de guías
La Escuela de guías, es impulsada fuertemente durante la administración de la maestra María Helena Bernal (q.e.d)donde la parte pedagógica es el cimiente de dicha Escuela. Durante esta época, se imparten talleres a la comunidad en general. La escuela de guías se suprime y es retomada del 2008 a la actualidad. La escuela de guías, está conformada por estudiantes de diferentes carreras pertenecientes a distintas universidades de Bogotá, quienes están interesados en recibir una formación acerca del papel del guía en un museo de arte contemporáneo. La Escuela responde a la necesidad de estrechar vínculos académicos interdisciplinarios y su principal misión es la formación de públicos.

## Colecciones

### Colección de Arte Siglo XX
Se constituye gracias a donaciones de artistas. Se compone de más de 380 obras colombianas y latinoamericanos del siglo XX entre las cuales se cuentan trabajos de pintura y técnicas mixtas de los artistas Carlos Rojas, Feliza Bursztyn, Bernardo Salcedo, Fanny Sanín, Miguel Ángel Rojas, Luis Caballero, Santiago Cárdenas, Oscar Muñoz, Beatriz González, Manuel Hernández, Taller 4 rojo. 
Un fuerte de la colección son los grabados y obras en papel de los años setentas y ochentas como por ejemplo los de Umberto Giangrandi, Taller 4 rojo, Nirma Zárate, Antonio Caro, Mariana Varela, Luis Paz. Estas obras fueron muy representativas de un periodo de la historia reciente del arte colombiano con un fuerte contenido político. 
Entre las últimas piezas que han ingresado a la colección se cuentan las fotografías de Hannah Collins.
Esta colección se encuentra en las reservas del Museo de Arte y en la Biblioteca Central y responde a solicitudes de préstamo por parte de entidades externas y pueden ser consultadas para investigaciones y propósitos pedagógicos.
No tiene nada del arte griego

### Colección Pizano
Declarada Bien de Interés Cultural en 2002, gracias a la gestión de la profesora María del Pilar López, se compone de grabados y yesos traídos de Europa a finales de los años 1920, bajo la iniciativa del artista Roberto Pizano, Rector de la Escuela Nacional de Bellas Artes de Bogotá, en un objetivo pedagógico, para que los estudiantes que no podían viajar a conocer las grandes obras maestras, pudiesen ejercer su ojo, dibujar y moldear.
Gran parte de las piezas gráficas provienen del taller de calcografía del Louvre, del British Museum y de la Casa de impresión del antiguo Reich alemán (Reichsdruckerei). Entre los 1600 grabados encontramos obras de Rembrandt, Durer, Piranesi, Rigaud y reproducciones de pinturas de Delacroix, Da Vinci. En 2011, los grabados de la Colección Pizano y 250 obras gráficas de la Colección de Arte Siglo XX han sido trasladados a la zona de grabados de la Biblioteca Central de la Universidad Nacional, diseñada especialmente para acogerlos en catorce planotecas durante la administración del Vicerrector Fernando Montenegro quien emprendió la restauración de la Biblioteca Central.
Las esculturas de la Colección Pizano son reproducciones en yeso de 239 piezas del arte desde el Antiguo Egipto hasta el siglo XX, pasando por el arte griego, romano, gótico, renacentista, etc. Una selección de esculturas está expuesta en varios pisos de la Biblioteca Central, bajo la curaduría de los Profesores Christian Padilla y Ricardo Arcos-Palma, autores del libro: El Legado de Pizano: Testimonios de una Colección Errante: http://www.docentes.unal.edu.co/rjarcosp/docs/LIBROPIZANOFINAL.pdf (enlace roto disponible en Internet Archive; véase el historial, la primera versión y la última). y del documental: La Colección Pizano: La peregrinación de los testigos de yeso:  http://www.prismatv.unal.edu.co/nc/detalle-serie/detalle-programa/article/la-coleccion-pizano-la-peregrinacion-de-los-testigos-de-yeso.html (enlace roto disponible en Internet Archive; véase el historial, la primera versión y la última)., producido por UNIMEDIOS dirigido por el profesor Carlos Patiño; las demás piezas fueron trasladadas en 2010 al sótano de la Biblioteca Central, donde se diseñó un espacio con todas las condiciones técnicas para su conservación y con facilidad de acceso, para el estudio y utilización de las piezas con fines educativos. Este proyecto se realizó bajo la administración del Director del Museo Ricardo Arcos-Palma (2008-2010) con el apoyo de la Vicerrectoría de Sede.
De esta manera, se recupera el objetivo pedagógico de la colección Pizano que después de tantos años sin contar con usuarios y acceso público, vuelve a ser un elemento fundamental de consulta de los estudiantes y profesores de la Facultad de Artes de la Universidad Nacional, de otras universidades del país y del público general de todos los orígenes del mundo.

## Exposiciones
Algunas de las exposiciones recientemente presentadas por el Museo son Distopía de 2008, con Miguel Ángel Ríos, Carlos Amorales y Harold Vásquez; Actos del habla de 2009, por Clemencia Echeverri; La memoria del otro de 2009, con Úrsula Biemann, Rogelio López Cuenca, Hannah Collins, Francesco Jodice, Antoni Muntadas y Krzysztof Wodiczko; La Revelación del Tiempo. Películas y fotografías de 2010 de Hannah Collins; Variaciones sobre el Purgatorio de 2011, de José Alejandro Restrepo; Datamatics de 2011, de Ryoji Ikeda; una exposición individual del artista Luis Camnitzer en el 2012; El camino corto de 2012, de Miguel Ángel Rojas; asimismo, dentro de la actividad expositiva se desarrollan proyectos articulados con la academia como el Laboratorio Cano y las muestras de trabajos de grado de la Maestría Interdisciplinaria en Teatro y Artes Vivas.  
Con el fin de brindar acceso a un público más amplio y desarrollar su objetivo de formación de públicos, ofrecen el servicio de visitas guiadas sin costo en temporada de exposiciones.